# Лејк Макмари (Вашингтон)
Лејк Макмари (енгл. Lake McMurray) насељено је место без административног статуса у америчкој савезној држави Вашингтон.

## Демографија
По попису из 2010. године број становника је 192, што је 8 (-4,0%) становника мање него 2000. године.
| Група             | 2000.       | 2010.       |
| Белци             | 179 (89,5%) | 165 (85,9%) |
| Афроамериканци    | 1 (0,5%)    | 0 (0,0%)    |
| Азијати           | 7 (3,5%)    | 9 (4,7%)    |
| Хиспаноамериканци | 1 (0,5%)    | 21 (10,9%)  |
| Укупно            | 200         | 192         |